# Walter Elliot (Politiker, 1888)

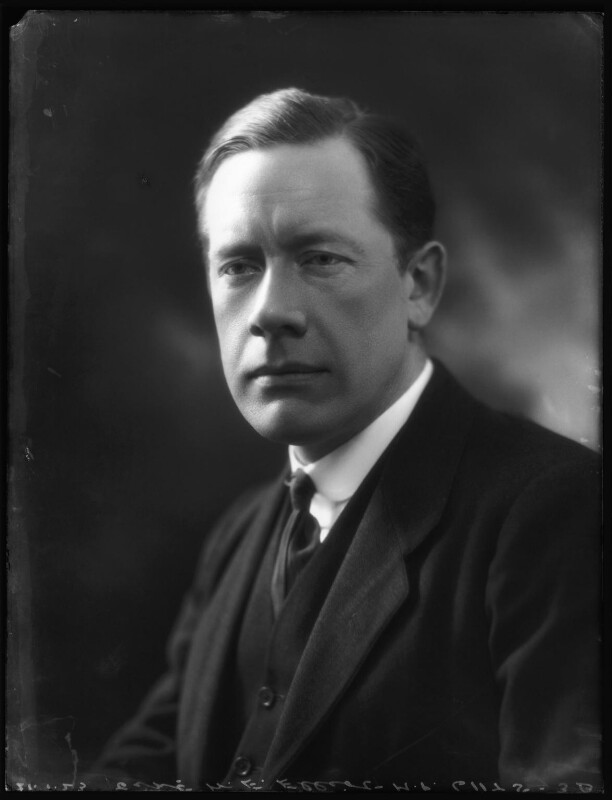
Walter Elliot (1923)

Walter Elliot Elliot, CH, MC&Bar, PC, FRS, FRCP (* 19. September 1888 in Markgreen, Wellgate Road, Lanark, Schottland; † 8. Januar 1958 in Harwood House) war ein britischer Arzt, Offizier und Politiker der Conservative Party, der unter anderem zwischen 1918 und 1923, von 1924 bis 1945 sowie 1946 bis zu seinem Tode 1958 Abgeordneter des Unterhauses (House of Commons) war. Er fungierte ferner zwischen 1932 und 1936 als Minister für Landwirtschaft und Fischerei, von 1936 bis 1938 als Minister für Schottland sowie zwischen 1938 und 1940 als Gesundheitsminister. Des Weiteren war er von 1933 bis 1936 Rektor der University of Aberdeen sowie zwischen 1947 und 1950 Rektor der University of Glasgow.

## Leben

### Medizinstudium, Sanitätsoffizier und Erster Weltkrieg

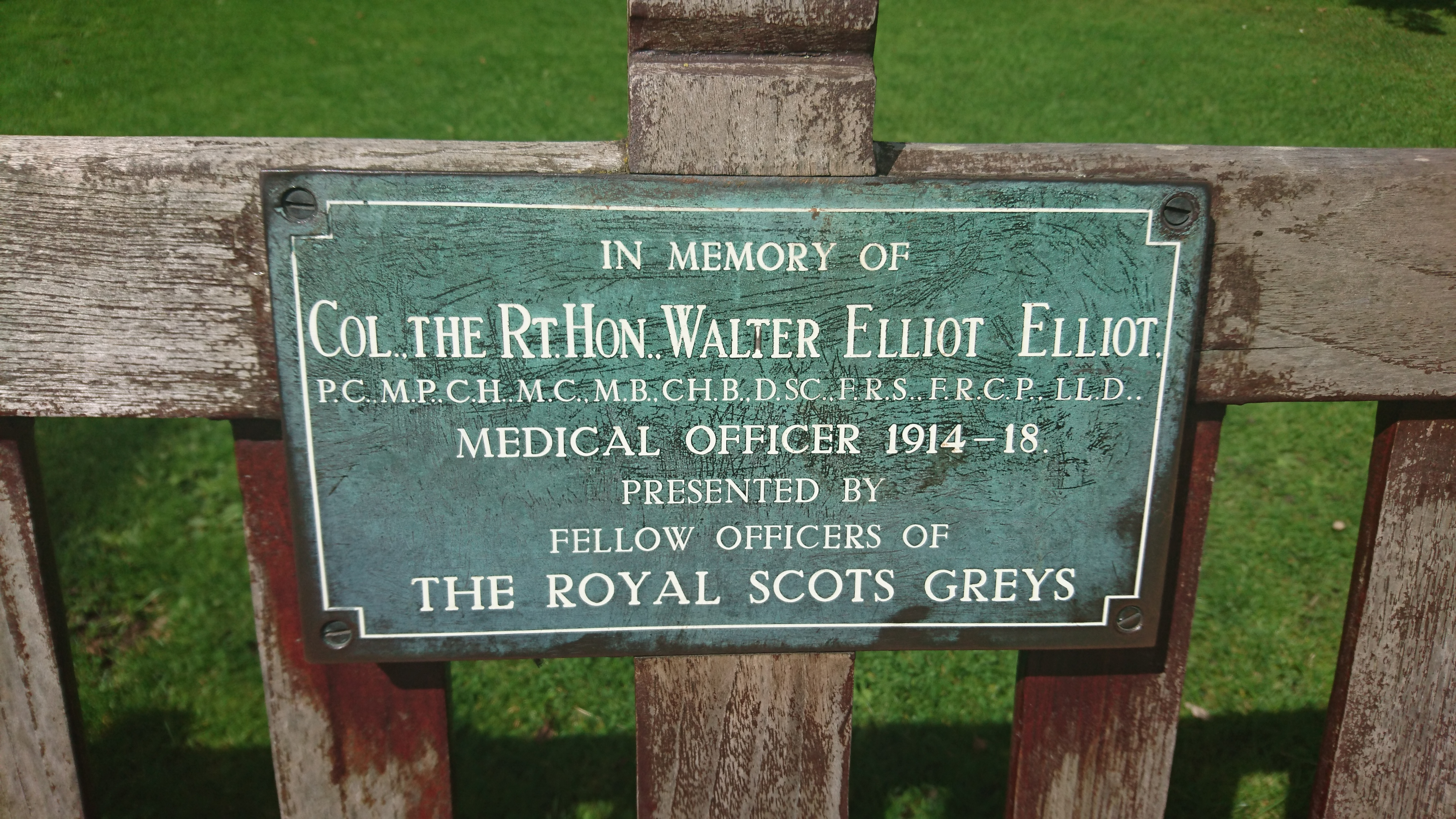
Gedenkbank für Walter Elliot in den Princes Street Gardens in Edinburgh, die von Offizierskollegen der Royal Scots Greys gestiftet wurde.

Walter Elliot Elliot war das älteste von vier Kindern des Viehauktionators William Elliot und dessen Ehefrau Ellen Elliot, die bei der Geburt des jüngsten Kindes verstarb. Er wuchs bei der Familie der Mutter in Glasgow auf und besuchte die Lanark High School sowie die im Jahr 1845 gegründete renommierte Glasgow Academy. Im Anschluss begann er 1905 ein Chemiestudium und Naturphilosophiean der University of Glasgow, das er 1907 beendete. Zu seinen dortigen Kommilitonen und lebenslangen Freunden gehörte Osborne Henry Mavor, der unter dem Pseudonym James Bridie zum bedeutendsten Dramatiker und Drehbuchautor Schottlands der Zwischenkriegszeit wurde. Unter dem Pseudonym „Parvus“ schrieb er auch Elliot Gedichte. Ein darauf folgendes Studium der Biologie, Botanik und Zoologie schloss er 1910 mit einem Bachelor of Science (B.Sc.) ab. Während des Studiums war Elliot zwischen 1909 und 1910 Chefredaktion des Glasgow University Magazine. 1910 begann er ein Studium der Medizin, welches er am 21. April 1913 mit einem Bachelor of Medicine, Bachelor of Surgery (MB ChB) beendete. In dieser Zeit war er von 1911 bis 1912 Präsident der Glasgow University Union (GUU), eine der größten und ältesten Studierendenvertretungen Großbritanniens.
Nach Ausbruch des Ersten Weltkrieges wurde Elliot zum Militärdienst in die Sonderreserve des Royal Army Medical Corps (RAMC) einberufen und als Sanitätsoffizier zum Kavallerieregiment der Royal Scots Greys (2nd Dragoons) an die Westfront versetzt. Für seine Verdienste in Wancourt während der Schlacht bei Arras (9. April bis 16. Mai 1917) wurde er als Hauptmann (Captain) im April 1917 mit dem Military Cross (MC) ausgezeichnet. Für seinen Einsatz während der Schlacht von Cambrai (20. November bis 6. Dezember 1917) wurde ihm im November 1917 erneut das Military Cross in Form einer Spange (Bar) zum ersten Military Cross verliehen. Während seiner jüngerer Bruder Dan Elliot 1915 bei der Schlacht von Gallipoli fiel, erlitt er im Oktober 1918 eine schwere Verletzung am Bein.

### Unterhausabgeordneter, Parlamentarischer Sekretär und Unterstaatssekretär
Während er sich noch zur Genesung der Beinverletzung befand, kandidierte Walter Elliot für die Conservative Party bei den Unterhauswahlen am 14. Dezember 1918, den ersten Wahlen nach Kriegsende, im Wahlkreis Lanark erfolgreich als Abgeordneter des Unterhauses (House of Commons). Er gehörte diesem nach seiner Wiederwahl bei den Unterhauswahlen am 15. November 1922 bis zu seiner Niederlage bei der Wahl am 6. Dezember 1923 an. Während dieser Zeit war er zwischen dem 15. Januar 1923 und dem 23. Januar 1924 Parlamentarischer Sekretär für Gesundheit im Schottlandministerium (Parliamentary Under-Secretary for Health for Scotland).
Nachdem der bisherige Wahlkreisinhaber William Hutchison am 1. Mai 1924 verstorben war, kandidierte Elliot bei der dadurch notwendig gewordenen Nachwahl (By-election) im Wahlkreis Glasgow Kelvingrove am 23. Mai 1924 und wurde mit 15.488 Wählerstimmen (55,3 Prozent) mit großer Mehrheit wieder zum Abgeordneten in das Unterhaus gewählt. Bei den darauf folgenden Unterhauswahlen am 29. Oktober 1924, am 30. Mai 1929, am 27. Oktober 1931 sowie am 14. November 1935 wurde er jeweils in diesem Wahlkreis wiedergewählt und gehörte dem Unterhaus damit bis zu seiner Niederlage bei der Wahl am 5. Juli 1945 an.
In der Folgezeit war er vom 11. November 1924 bis zum 26. Juli 1926 zunächst erneut Parlamentarischer Sekretär für Gesundheit im Schottlandministerium sowie im Anschluss zwischen dem 26. Juli 1926 und dem 7. Juni 1929 Unterstaatssekretär im Schottlandministerium (Under-Secretary of State for Scotland). Als Unterhausabgeordneter sowie als Juniorminister im Schottlandministerium war er ein Zentrist, der sich einen Ruf für fortschrittliche Politik erwarb. Er unterstützte 1920 die Übertragung von Befugnissen an Irland im Irlandgesetz (Ireland Act), war ein leidenschaftlicher Befürworter der Imperialen Vermarktungsbehörde (Empire Marketing Board), kostenlose Milch für Schulkinder und größere Eingriffe des Staates, um das Leben der Menschen zu verbessern. Er setzte sich in Schottland insbesondere im Wohnungsbau ein, wo er die Scottish Special Housing Association gründete, um mehr Maßnahmen im Bereich Bauen und Gestaltung zu fördern.

### Minister in den Nationalen Regierungen und im Kriegskabinett Chamberlain
Im dritten Kabinett MacDonald, der sogenannten „ersten Nationalen Regierung“, fungierte Walter Elliot Elliot zwischen dem 25. August und dem 5. Oktober 1931 als Finanzsekretär im Schatzamt (Financial Secretary to the Treasury) und bekleidete dieses Amt vom 5. Oktober 1931 bis zum 28. September 1932 auch im vierten Kabinett MacDonald, der sogenannten „zweiten Nationalen Regierung“. Zugleich wurde er am 11. Februar 1932 Mitglied des Geheimen Kronrates (Privy Council). Er löste am 28. September 1932 in der zweiten Nationalen Regierung John Gilmour, 2. Baronet als Minister für Landwirtschaft und Fischerei (Minister of Agriculture and Fisheries) und hatte dieses Amt bis zum 7. Juni 1935 inne. Den Posten als Minister für Landwirtschaft und Fischerei bekleidete er vom 7. Juni 1935 bis zu seiner Ablösung durch William Morrison am 29. Oktober 1936 auch im dritten Kabinett Baldwin, der sogenannten „dritten Nationalen Regierung“. Als Landwirtschaftsminister half er, Landwirte aus einer Phase der Marktschwäche zu befreien. Er war außerdem als Nachfolger des Anatomie- und Anthropologieprofessors Arthur Keith von 1933 bis zu seiner Ablösung durch den Antarktisforscher Edward Evans 1936 Rektor der University of Aberdeen und wurde 1935 Mitglied (Fellow) der Royal Society (FRS).
Im Zuge einer Kabinettsumbildung wurde Elliot wiederum am 29. Oktober 1936 im dritten Kabinett Baldwin Minister für Schottland (Secretary of State for Scotland) und damit Nachfolger von Godfrey Collins. Er hatte dieses Ministeramt zwischen dem 28. Mai 1937 und dem 16. Mai 1938 auch im ersten Kabinett Chamberlain, der sogenannten „vierten Nationalen Regierung“, inne und wurde daraufhin von John Colville abgelöst. Er selbst übernahm im Rahmen der Kabinettsumbildung am 16. Mai 1938 von Kingsley Wood das Amt des Gesundheitsministers (Minister of Health), welches er vom 3. September 1939 bis zum 10. Mai 1940 auch im zweiten Kabinett Chamberlain, der sogenannten „Kriegsregierung Chamberlain“, bekleidete. Als Gesundheitsminister leistete er einen wesentlichen Beitrag zur Kriegsvorbereitung, sowohl bei der Sanierung des Krankenhaussystems als auch bei der Planung einer im Kriegsfall durchzuführenden Evakuierung. Obwohl er die Appeasement-Politik von Premierminister Neville Chamberlain gegenüber dem nationalsozialistischen Deutschland und das Münchner Abkommen 1938 nicht befürwortete, trat er nicht zurück. Er wurde jedoch nicht mehr in das erste Kabinett Churchill, die sogenannte „Kriegsregierung Churchill“ berufen.

### Hinterbänkler, Zweiter Weltkrieg und Nachkriegszeit

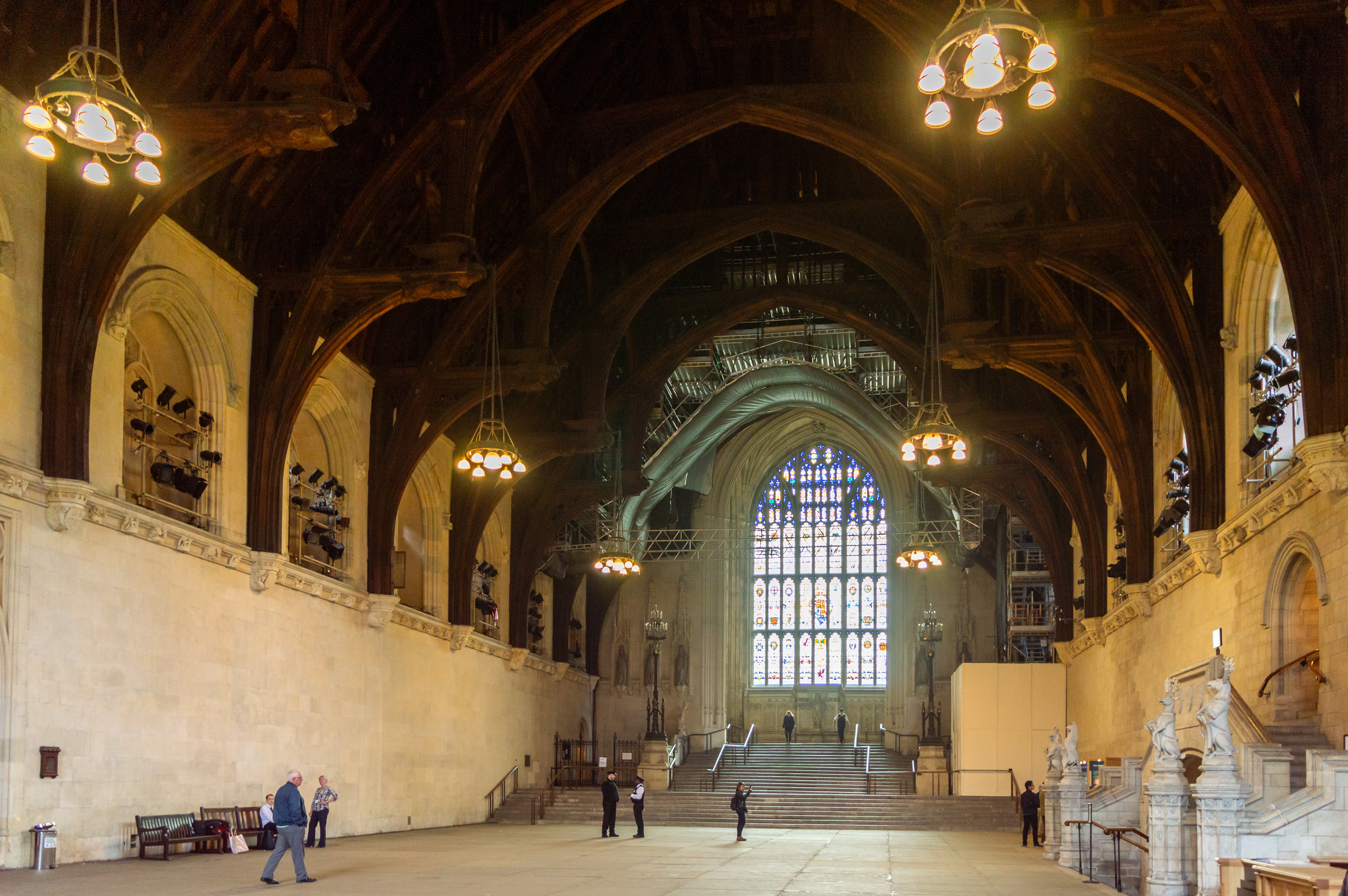
Elliot half während des The Blitz, der Angriffe der deutschen Luftwaffe auf Großbritannien während der Luftschlacht um England, die große Halle des Palace of Westminster vor schweren Schäden zu bewahren.

Nach seinem Ausscheiden aus der Regierung verblieb Elliot als Hinterbänkler (Backbencher) und wurde 1940 auch Fellow des Royal College of Physicians (FRCP). 1941 wurde er als Oberst (Colonel) in den Militärdienst zurückberufen. Nach seiner Niederlage bei der Wahl vom 5. Juli 1945, der ersten Unterhauswahl nach Ende des Zweiten Weltkrieges, bewarb er sich für die Conservative Party bei einer Nachwahl am 27. November 1946 als Nachfolger von John Boyd Orr im Wahlkreis Combined Scottish Universities erfolgreich für die Wiederwahl ins House of Commons. Er wurde mit 22.152 Stimmen (68,2 Prozent) gewählt und vertrat diesen Wahlkreis bis zu dessen Auflösung zur Unterhauswahl am 23. Februar 1950. 1947 wurde er des Weiteren Nachfolger des Arztes und Biologen John Boyd Orr als Rektor der University of Glasgow und hatte dieses akademische Amt bis 1949 inne, woraufhin der ehemalige Nationale Sekretär der Scottish National Party und Jurist John MacCormick ihn ablöste.
Bei der Unterhauswahl am 23. Februar 1950 wurde Walter Elliot schließlich wieder im Wahlkreis Glasgow Kelvingrove zum Abgeordneten des Unterhauses gewählt, dem er nach seinen Wiederwahlen am 25. Oktober 1951 und am 26. Mai 1955 bis zu seinem Tode am 8. Januar 1958 angehörte. Bei der Nachwahl nach seinem Tode am 13. Februar 1958 wurde Mary McAlister von Labour Party mit 10.210 Stimmen (48 Prozent) zur Unterhausabgeordneten für den Wahlkreis gewählt, den sie bei der darauf folgenden Wahl am 8. Oktober 1959 aber bereits wieder verlor.
Am 5. Juni 1952 wurde ihm der auf 65 Träger begrenzte Order of the Companions of Honour (CH) verliehen, der als Auszeichnung für herausragende Leistungen in den Bereichen Kunst, Musik, Literatur, Naturwissenschaften, Politik, Industrie und Religion gestiftet wurde. Er war außerdem als Nachfolger von Douglas Douglas-Hamilton, 14. Duke of Hamilton zwischen 1956 und 1957 Lord High Commissioner to the General Assembly of the Church of Scotland, also der persönliche Vertreter des Britischen Monarchen bei der Generalversammlung der Church of Scotland, und wurde daraufhin wieder von Douglas Douglas-Hamilton, 14. Duke of Hamilton abgelöst. Ihm wurde von der University of Aberdeen, der University of Manchester, der University of Leeds, der University of St Andrews, der University of Edinburgh und der University of Glasgow Ehrendoktorwürden wie zum Beispiel als Honorary LLD verliehen.
Walter Elliot war zwei Mal verheiratet. Seine erste Ehefrau Helen Elliot starb 1919 nur kurze Zeit nach der Hochzeit. Am 2. April 1934 heiratete er in zweiter Ehe Katharine Tennant, Baroness Elliot of Harwood, Tochter von Sir Charles Clow Tennant of The Glen, 1. Baronet, und dessen Ehefrau Marguerite Agaranthe Miles. Nach seinem Tode am 8. Januar 1958 aufgrund einer Koronarthrombose wurde er auf dem Friedhof von Hobkirk beigesetzt.

## Veröffentlichungen
- Toryism and the twentieth century, 1927
- A visit to Nigeria. Thirty years' progress : an empire market, 1928
- The location of industry, 1947
- What sort of warriors? Address delivered to the students of the University of Glasgow, 1948

## Hintergrundliteratur
- Sir Colin Coote: A companion of honour. The story of Walter Elliot, 1965